# Bilećko jezero
Bilećko jezero je umjetno jezero na rijeci Trebišnjici kod Bileće (Istočna Hercegovina, BiH). Drugo je najveće umjetno jezero na Balkanu.
Površina jezera je oko 33 km², ovisno od vodostaja. Na dnu jezera nalazi se napušteno selo, koje je evakuirano prilikom gradnje hidroelektrane. Najveća dubina Bilećkog jezera je 104 metra, a nalazi se na oko 400 m nadmorske visine.
Južni dio jezera je znatno uži od sjevernog i završava sa Branom Grančarevo na kojoj je HE Trebinje I.

## Vanjske poveznice
|  | Zajednički poslužitelj ima još gradiva o temi Bilećko jezero |

- Slike Bilećkog jezera
- Hidroelektrane na Trebišnjici
- Bilećko jezero na Google maps